# Gnophomyia sagitta
Gnophomyia sagitta is een tweevleugelige uit de familie steltmuggen (Limoniidae). De soort komt voor in het Neotropisch gebied.